# Хуханье
Хуханье (кит. трад. 呼韓邪, упр. 呼韩邪, пиньинь Hūhánxié); собственное имя Цзихоушань (кит. трад. 稽侯犬冊, упр. 稽侯犬册, пиньинь Jīhóu Quǎncè) — шаньюй хунну с 58 года до н. э. по 31 год до н. э., ставленник князей. Столкнулся с фактическим распадом державы хунну. Желая спокойствия для народа, решил стать вассалом Китая. Первый шаньюй, приехавший на поклон к Императору. Остаток правления провёл мирно.

## Происхождение
Сын Сюйлюй-Цюаньцюя. Скрывался от Воянь-Цюйди, видимо, некоторое время провёл в пределах Китая. Восставшие князья выбрали его шаньюем.

## Гражданская война 58—53 годов до н. э.
Получив трон, отпустил армию поставившую его. Узнал, что брат Хутуусы жив и скрывается среди простолюдин, сделал его восточным лули-князем. Издал приказ о казни брата Воянь-Цюйди западного чжуки-князя. Чжуки встретился с Дулунки и его войском и пошли на ставку Хуханье. Войско Хуханье было разбито. Чжуки объявил себя шаньюем и назначил на все посты своих родственников. В хунну началась полномасштабная гражданская война: выродившаяся династия Модэ против Хуханье — союзника Китая.
Чжуки назначил лули князьями своих сыновей Дутуусы и Гумоулуту. В 57 году Сяньханьшяня с 20 000 войском на восток. Князья Хугэ и Вэйли оклеветали западного чжуки и его казнили с семьёй. Чжуки-шаньюй понял, что его обманули и казнил Вэйли. Хугэ бежал и объявил себя шаньюем. Князь Юйди объявил себя Чэли-шаньюем. Уцзи провозгласил себя шаньюем. Итак, в 57 в Хунну было пять нелегитимных шаньюев: Хуханье, Чжуки, Хугэ, Юйди, Уцзи.
Чжуки первым начал войну, чем спровоцировал коалицию Хугэ, Юйди, Уцзи. Они признали шаньюем Юйди-Чели и выставили 40 000 воинов. Чжуки выступил против них, а своих восточных князей отправил на Хуханье. Чжуки выставил 80 000 войска. В 56 недалеко от урочища Ундуня Чели был разбит Чжуки и бежал. В 56 князья Хуханье разбили часть войска Чжуки и пленили 10 000 человек. Чжуки с 60 000 воинов прошёл маршем 500 км и в ущелье встретил 40 000 армию Хуханье. Хуханье разбил его. Чжуки убил себя, Дулунци с сыном Чжуки Гумоулуту бежал в Китай, Чэли-Юйди сдался на милость Хуханье. Князь Улицзюй, его отец Хусулэй бежали в Китай, получив чины синчэнхоу и ияньхоу соответственно.
Война не закончилась: сын Ли Лина объявил Уцзи шаньюем вторично. Хуханье казнил их. Сюсюнь с 600 воинов разбил Цзюйкюя и объявил себя Жуньчэнь-шаньюем на западе. Хутуусы объявил себя шаньюем Чжичжи-гудушу. Чжичжи разбил напавшего на него Жуньченя и, соединив войска, напал на своего брата Хуханье. Хуханье был разбит во второй раз. Восточный Ичжицзы советовал Хуханье покориться Китаю.

## Вступление в китайское подданство
Хуханье понял, что должен принять историческое решение. Он созвал совет старейшин. Старейшины заявили:

«Это не возможно, говорили старейшины. Сражаться на коне есть наше господство: и потому мы страшны пред всеми народами. Мы ещё не оскудели в отважных воинах. Теперь два родные брата спорят о престоле, и если не старший, то младший получит его. В сих обстоятельствах и умереть составляет славу. Наши потомки всегда будут царствовать над народами. Китай как ни могуществен, не в состоянии поглотить все владения хуннов: для чего же нарушать уложения предков? Сделаться вассалами Дома Хань значит унизить и постыдить покойных Шаньюев и подвергнуть себя посмеянию соседственных владений. Правда, что подобный совет доставит спокойствие, но мы более не будем владычествовать над народами»
— Н. Я. Бичурин, «Собрание сведений о народах, обитавших в Средней Азии в древние времена»/Отделенье I/Часть III
Ичжицзы ответил: не те времена, пусть старейшины вспоминают прошлое — ныне Китай победоносен, мы вступим в подданство или погибнем. Хуханье согласился с ним и поехал к Великой Стене, а сына Чжулоу-цзюйтана, занимавшего пост правого сянь-вана, отправил прислуживать императору. Боясь, что Хань Сюань-ди поддержит Хуханье, Чжили в 53 отправил своего сына Гюйюйлишу на службу в Китай. Хуханье приехал в Вуюань и попросил аудиенции у Императора. Чэци дуюй (начальник коней и колесниц) Хань Чан был послан организовать торжественный проезд шаньюя по Китаю. После пышных церемоний был представлен Хань Сюань-ди в загородном дворце Цзяньцюань. Впервые за 147 лет дипломатических переговоров император Китая встретил шаньюя Хунну. Хуханье поклялся в верности и был посажен выше китайских князей. Сюань-ди подарил ему: шляпу, пояс, верхнюю и нижнюю парадную одежду, золотую печать, драгоценный меч, лук, 48 стрел, десять чеканов, колесницу, узду, 15 лошадей, 20 гинов золота (10кг-?), 200 000 медных монет, 77 смен одежды, 8 000 кусков шёлка, 3 тонны ваты. Хуханье отправили ночевать в монастырь Чанпин, а Хань Сюань-ди в Чиянгун. Утром у моста Вэйцяо был парад, символизировавший успех императора, были приглашены все иностранные послы и 10 000 знати.
Через месяц шаньюю разрешили уехать в степь. Он попросил разрешенье охранять Шеусянчен и жить у укреплённой линии Гуанлусай (Сюй Цзывэй раньше возвёл её). Гаочанхоу (княжеский титул) Дун Чжун и чэци дуюй Хань Ча с 16 000 конницы и 1000 пехоты провожали шаньюя до Цзилусай (северо-западнее Юйхуньсяня) в Шофан. Кроме охраны они должны были следить за намерениями Хуханье. На содержание северного гарнизона тратилось 1,7 млн литров (34 000 ху) проса и риса в год. Чжичжи также отправил посла к Императору, и весьма успешно.
В 50 году ко двору Хань Сюань-ди прибыли послы от двух шаньюев и посол Хуханье был принят с большим почётом. В 49 Хуханье ездил на приём к Императору и получил: 110 смен одежды, 9000 кусков шёлка, много ваты и другие подарки, как в прошлый приезд. У Чжичжи возникли проблемы на западе, где объявился Илиму. Чжичжи убил его и рекрутировал ещё 50 000 воинов, он понял что Сюань-ди склонился к Хуханье и остался жить на западе. Чжичжи подумывал о союзе с усунями, но гуаньмо Уцзюто, желая милости Хань, казнил посла и с 8 000 воинов отправился на встречу Чжичжи. Чжичжи был отличным военачальником и в короткий срок разбил усуней, Кангюй и динлинов. Чжичжи хорошо укрепил своё царство.
В 49 году императором стал Хань Юань-ди. Хуханье попросил у императора снабдить его народ продовольствием. Юань-ди удовлетворил ходатайство и выделил ему 1 млн литров проса. Чжичжи решил забрать сына с китайской службы и император отправил его и чиновника Гу Ги, которого Чжичжи убил. В 47 году император отправил к Хуханье его сына в сопровождении генерала (чеки дуюй) Хань Чана и чиновника (гуанлу дафу) Чжан Мына, которые сообщили императору о смерти Гу Ги и благонадёжности Хуханье. Чиновники решили, что у Хуханье уже достаточно людей для возвращения на север и лучше взять с него клятву, пока он не уехал. Хуханье поклялся быть верным вечному союзу Хань и Хунну, на горе Ношуй закололи белую лошадь. Хуханье налил вино в чашу из черепа юэчжийского царя (убитого Лаошанем), обмакнул драгоценный меч в вино и шаньюй с генералами выпили вино. Вернувшиеся генералы доложили об этом императору. Но вместо благодарности они были обвинены министрами, которые говорили, что генералы не могли клясться от имени Юань-ди и следовательно оскорбили императорский дом. Император простил их, а Хуханье ушёл на север.
Чжичжи договорился с кангюйцами о захвате и разделе Усуни. Войска должны были соединиться в Кангюе, но кангюйцы не подготовили проводников и большая часть хунну погибла в метели. Чжичжи добрался до Кангюя, но там китайские приставы Гань Яньшоу и Чэнь Тан схватили его и отрубили голову (Таласская битва 36 г. до н. э.). Хуханье остался единственным шаньюем.

## Единоличное правление
В 33 году Хуханье снова приехал к Юань-ди и получил много подарков. Шаньюй желал породниться с домом Хань и император женил его на своей приёмной дочери Ван Цян (Чжаоцзюнь). Шаньюй поклялся вечно охранять границу, чтобы китайцам не держать гарнизоны. Чиновник (ланчжун) Ху Ин обратился к императору с просьбой не снимать войск с границы, он привёл много причин оставить войска, коротко: хунну непременно вернут себе Иньшань; усилившиеся хунну забудут о клятвах; Хуханье не в силах удержать хуннов от грабежа; китайские рабы-хунны бегут на родину; кяны-пограничники постоянно ссорятся с местными жителями, хунну будут ещё хуже; бедные крестьяне убегут к хуннам; невольникам и невольницам будет легко спрятаться у хуннов; преступники будут скрываться там от наказания; Великая Стена стоила огромных трудов, нельзя всё бросить в одночасье; Шаньюй будет требовать подачек за свою службу. Император велел передать шаньюю, что гарнизоны не будут сняты для спокойствия внутри Китая. Хуханье не возражал.
На следующий год (32 год до н. э.) Ван Цян родила от Хуханье сына Итучжясы и получила титул Нинху Яньчжи.
Заболевший Хуханье по совету жён передал престол Дяотаомогао, который стал Фучжулэем. В 31 году Хуханье умер.

## Личная информация
- Отец:
  - Сюйлюй-Цюаньцюй
- Братья:
  - Чжуки
  - Хутуус
- Жёны:
  - Чжюанкюй Яньчжи, дочь Хуаня, мать Цзюймогюя, Наньчжияса
  - Яньчжи, сестра первой и дочь Хуаня, мать Дяотаомогао, Цзюймисюя-младшего, Сяня и Ло.
  - Ван Цян Чжаоцзюнь, мать Итучжясы
- Дети:
  - Цзюймогюй, любимый сын
  - Наньчжияс
  - Дяотаомогао, впоследствии принял имя Фучжулэй
  - Цзюймисюй-младший
  - Сянь
  - Ло
  - Итучжясы
  - 10 безымянных сыновей от других жён